# Angel Face
Angel Face is een Amerikaanse film noir uit 1952 van Otto Preminger met in de hoofdrollen Robert Mitchum en Jean Simmons.
Schrijver Charles Erskine baseerde zich voor zijn verhaal voor de film op de rechtszaak Overell-Gollum uit 1947 waarbij Beulah Louise Overell en haar vriend George Gollum terechtstonden voor moord op de ouders van Overell. Angel Face was geen groot kassucces bij het uitkomen van de film in 1952. Ook de meeste critici vonden de film aanvankelijk veel te traag en de acteerprestaties onder de maat. Later rees het prestige van de film, zeker toen de Franse cineast Jean-Luc Godard Angel Face prees al een van zijn tien favoriete Amerikaanse films.

## Verhaal
Een ambulance rijdt naar het huis in Beverly Hills van het rijke echtpaar Charles en Catherine Tremayne. De chauffeur van de ambulance, Frank Jessup en zijn maat Bill krijgen van de reeds gearriveerde politiemensen te horen dat het echtpaar gas heeft geïnhaleerd, maar inmiddels buiten gevaar is. Catherine blijft er bij dat het geen ongeluk was, hoewel de politie daar anders over denkt. Net als Frank het huis wil verlaten, hoort hij de dochter van de Tremaynes, Diane, piano spelen. Als Frank haar geruststelt en zegt dat haar stiefmoeder in orde is, wordt het meisje hysterisch en slaat hij haar. Na zijn werk rijdt Frank naar een restaurantje, waarbij hij wordt achtervolgd door Diane. Ze gaat naar binnen en flirt met Frank. Als de vriendin van Frank, Mary Hilton, belt, doet Frank alsof hij moe is en niet met haar kan dineren. Als Mary heeft opgehangen neemt Frank Diane mee uit. Diane vertrouwt hem toe dat haar vader een groot schrijver is, maar niet meer kan schrijven sinds de dood van haar echte moeder. Frank vertelt dat hij graag zijn eigen garage wil bezitten en dat Mary Wilson hem helpt met sparen.
De volgende morgen nodigt Diane Mary uit om te lunchen en doet net alsof ze ook wil bijdragen aan Franks garage. Ze laat echter merken dat ze met Frank uit is geweest en Mary die toch al niet zeker is van Frank, krijgt argwaan als haar vriend diezelfde avond weer liegt om weer uit te kunnen gaan met Diane. Boos over Franks ontrouw besluit Mary uit te gaan met Bill, die al langer achter haar aan loopt. Diane stelt die avond voor dat Frank haar sportwagen mag lenen om mee te racen in de aankomende race. Frank, die ook raceambities heeft, gaat hier graag op in. Maar Diane gaat nog verder met haar plannetjes, ze haalt haar ouders over om een chauffeur in dienst te nemen en zorgt ervoor dat Frank die baan krijgt. Daarnaast haalt ze Frank over een schriftelijk voorstel bij haar moeder in te dienen voor een investering in de garage. Als Catherine niet snel genoeg haar advocaat kan spreken over Franks voorstel doet Diane alsof haar moeder het voorstel in de prullenbak heeft gegooid. Ze waarschuwt Frank dat haar moeder hem zal ontslaan als ze weet dat hij een verhouding heeft met haar dochter.
Het lijkt of Diane steeds meer tweedracht wil zaaien. Ze zegt dat haar moeder haar wil opsluiten en geprobeerd heeft haar te vergassen. Frank gelooft haar niet en besluit het meisje te verlaten. Maar Diane krijst het uit en smeekt hem om haar mee te nemen weg van haar stiefmoeder. Frank die wel degelijk van Diane is gaan houden, besluit het nog even aan te zien en een paar dagen langer bij het meisje te blijven. De volgende morgen merkt Catherine dat haar chauffeur niet is komen opdagen en besluit om haar man zelf naar de stad te rijden. Maar als ze gas wil geven, schiet de auto in zijn achteruit en rijdt over de klif waarop het huis is gebouwd. De auto stort neer en het echtpaar Tremayne wordt gedood. Frank en Diane worden direct daarop gearresteerd wegens moord.
De advocaat van Diane, Fred Barrett, krijgt het voor elkaar dat Frank en Diane nog voor het proces trouwen. Op die manier kan hij aantonen dat de twee wilden weglopen met elkaar en geen moordplannen hadden. Hij weet zelfs de experts aan te pakken die zeggen dat er geknoeid is met het besturingssysteem van de auto. Uiteindelijk worden Frank en Diane vrijgesproken. Eenmaal weer thuis kondigt Frank aan dat hij van Diane wil scheiden. Als hij teruggaat naar Mary, gaat Diane naar Fred Barrett en bekent dat ze haar stiefmoeder en vader wel heeft vermoord. De kennis hiervoor kreeg ze van Frank die echter niet wist wat ze van plan was. Maar Barrett zegt dat ze niet nog een keer veroordeeld kan worden voor een moord waarvan ze is vrijgesproken. Intussen heeft Mary Frank afgewezen en is bij Bill ingetrokken. Teleurgesteld gaat Frank terug naar het huis van de Tremaynes om zijn spullen te pakken. Hij accepteert een lift van Diane naar het busstation, maar zodra hij zit, rijdt Diane achteruit de klif over.

## Rolverdeling
| Acteur            | Personage                    |
| ----------------- | ---------------------------- |
| Robert Mitchum    | Frank Jessup                 |
| Jean Simmons      | Diane Tremayne               |
| Mona Freeman      | Mary Wilton                  |
| Herbert Marshall  | Charles Tremyne              |
| Leon Ames         | Fred Barrett                 |
| Barbara O'Neil    | Catherine Tremayne           |
| Kenneth Tobey     | Bill Crompton                |
| Raymond Greenleaf | Arthur Vance                 |
| Cliff Barnett     | de Rechter                   |
| Robert Gist       | Miller                       |
| Jim Backus        | Officier van Justitie Judson |

## Achtergrond

### Scenario
In 1947 werd de zeventienjarige Beulah Louise Overell samen met haar eenentwintigjarige vriendje George Gollum gearresteerd op verdenking van moord. Het privéjacht van de ouders van Overell was geëxplodeerd en beiden waren omgekomen. Uit onderzoek bleek dat de explosie was veroorzaakt door staven dynamiet. Overell erfde een klein fortuin en dat maakte de politie argwanend, zeker omdat snel bleek dat haar moeder wantrouwend stond tegenover haar affaire met de medische student Gollum. In een langdurige rechtszaak wist de advocaat van Overell zo overtuigend te pleiten dat de jury het tweetal vrijsprak.
Schrijver Ernest Erskine bewerkte dit waargebeurde verhaal tot een eigen verhaal onder de titel Murder Story en in november 1957 verkocht hij de rechten aan Sam Baerwitz en Joseph Justman van Belsam Pictures. Maar het lukte Baerwitz en Justman niet er een film van te maken, waarna de rechten werden doorverkocht aan RKO Radio Pictures waar Howard Hughes de scepter zwaaide. Hughes zag in het verhaal een prima scenario voor een film met Jean Simmons die op het punt stond zijn studio te verlaten. Simmons en hij hadden ruzie en de actrice had haar afgeknipt omdat Hughes niet 'van kale vrouwen hield'. Hughes zocht een manier om Simmons een lesje te leren en wilde dat doen door haar in de achttien dagen die ze nog onder contract stond een film te laten maken. Het scenario kreeg de titel Murder and the Bystander en Hughes huurde Otto Preminger in van 20th Century Fox voor de regie.
Preminger las het script en weigerde vervolgens het te verfilmen omdat het te slecht voor woorden was. Howard Hughes belde Preminger om drie uur 's nacht op voor een autoritje. Onderweg sprak de studiobaas in op de regisseur. Preminger zou carte blanche krijgen op voorwaarde dat de regisseur de film in achttien dagen zou maken en dat Jean Simmons een zwarte pruik zou dragen. Ook mocht hij het scenario laten herschrijven Preminger ging overstag en liet het scenario zodanig herschrijven door Frank Nugent en Oscar Millard dat hij tevreden was.

### Productie
De opnames verliepen vrijwel vlekkeloos. De twee scènes waarbij een auto over de klif rijdt, namen de meeste tijd in beslag. Ze werden opgenomen op Cielo Drive en Davies Drive in Beverly Hills. Er waren ook geen problemen tussen Preminger en zijn twee sterren, behalve toen Preminger aan Mitchum vroeg of hij Jean Simmons nog eens vol in het gezicht wilde slaan voor een opname. Mitchum draaide zich echter om en sloeg de regisseur vol op zijn neus onder de woorden, "is that how you want it?" (is dit de manier hoe je de scène wil?). Preminger was woedend en vroeg aan Howard Hughes om Mitchum te laten vervangen. Hughes sprak een tijdje op de gekwetste regisseur in, waarna Preminger terugging naar de set. Er werd geen woord meer voor het incident gesproken. In zijn autobiografie uit 1977 schrijft Preminger dat hij uitstekend kon opschieten met Simmons en zwijgt over het slaan van Mitchum.